# 12.10
12.10 o Twelve: Ten è un film muto del 1919 diretto da Herbert Brenon.

## Produzione
Il film fu prodotto dalla British & Colonial Kinematograph Company.

## Distribuzione
Distribuito dalla World, uscì nelle sale cinematografiche britanniche nel marzo 1919. Negli Stati Uniti, la Selznick Distributing Corporation lo fece uscire il 14 dicembre 1919.